# Accordo sulla conservazione degli uccelli acquatici migratori dell'Africa-Eurasia
L'Accordo sulla conservazione degli uccelli acquatici migratori dell'Africa-Eurasia, noto anche come AEWA (abbreviazione di Agreement on the Conservation of African-Eurasian Migratory Waterbirds), è un trattato indipendente internazionale che ha lo scopo di conservare gli uccelli acquatici migratori, ed è stato sviluppato sotto l'auspicio dell'UNEP ed in particolare della Convenzione sulle specie migratorie.
È stato concluso il 18 giugno 1995 a L'Aia nei Paesi Bassi, ed è entrato in vigore il 1º novembre 1999 dopo che i 14 paesi richiesti, sette dell'Eurasia e sette dell'Africa, lo hanno ratificato.
Il trattato copre 253 specie di uccelli ecologicamente dipendenti dall'acqua, durante l'anno, comprese molte specie di gaviiformi, podicipedidi, pellicani, cormorani, aironi, cicogne, rallidi, spatole e ibis, fenicotteri, anatre, cigni, oche, gru, scolopacidi, gabbiani, sternidi e alcune specie di pinguini africani.
Il trattato copre 119 stati europei, parte dell'Asia e Canada, del Medio Oriente e dell'Africa. Il trattato cerca di coordinare gli interventi dei paesi dell'area durante le migrazioni degli uccelli acquatici su cui si applica. Dei 117 stati dell'area attualmente 58 paesi hanno ratificato l'accordo.
L'Italia ha aderito formalmente al trattato con la legge 6 febbraio 2006, n.66 "Adesione della Repubblica italiana all'Accordo sulla conservazione degli uccelli acquatici migratori dell'Africa - EURASIA".